# 八上郡 (大阪府)
- 令制国一覧 > 畿内 > 河内国 > 八上郡
- 日本 > 近畿地方 > 大阪府 > 八上郡

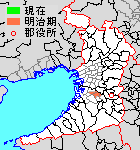
大阪府八上郡の位置

八上郡（やかみぐん）は、かつて河内国・堺県・大阪府にあった郡。

## 郡域
1880年（明治13年）に行政区画として発足した当時の郡域は、概ね下記の区域にあたる。
- 堺市
  - 北区の一部（北長尾町・中長尾町・南長尾町・東三国ヶ丘町・黒土町・長曽根町・金岡町・新金岡町・蔵前町・南花田町・中村町・野遠町・八下北）
  - 東区の一部（野尻町・白鷺町・引野町・菩提町・石原町・八下町）
  - 美原区の一部（菩提・大饗・小寺・石原）
- 松原市の一部（河合）

## 歴史
平安時代後期に丹比郡が丹南郡と丹北郡に分割され、さらに丹北郡から八上郡が分立した。

### 近世以降の沿革
- 「旧高旧領取調帳」に記載されている明治初年時点での支配は以下の通り。（12村）

| 知行         | 知行           | 村数 | 村名                                                                                         |
| ------------ | -------------- | ---- | -------------------------------------------------------------------------------------------- |
| 藩領         | 上野館林藩     | 11村 | 野遠村、中村、南花田村、金田村、長曽根村、石原村、小寺村、東大饗村、西大饗村、菩提村、野尻村 |
| 幕府領・藩領 | 旗本領・館林藩 | 1村  | 河合村                                                                                       |

- 慶応4年

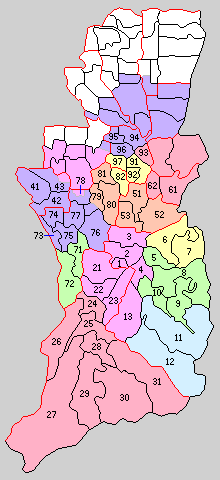
41.金岡村 42.南八下村 43.北八下村（左紫：堺市 上桃：松原市 1 - 13は石川郡 21 - 31は錦部郡 51 - 53は古市郡 61・62は安宿部郡 71 - 81は丹南郡 91 - 97は志紀郡）

  - 2月 - 旗本領が大坂裁判所司農局の管轄となる。
  - 5月2日（1868年6月21日） - 大坂裁判所司農局の管轄地域が大阪府司農局の管轄となる。
  - 6月8日（1868年7月27日） - 大阪府司農局の管轄地域が大阪府南司農局の管轄となる。
- 明治2年
  - 1月20日（1869年3月2日） - 大阪府南司農局の管轄地域が河内県の管轄となる。
  - 8月2日（1869年9月7日） - 河内県の管轄地域が堺県の管轄となる。
- 明治4年
  - 7月14日（1871年8月29日） - 廃藩置県により藩領が館林県の管轄となる。
  - 11月14日（1871年12月25日） - 第1次府県統合により、館林県の管轄地域が栃木県の管轄となる。
  - 11月22日（1872年1月2日） - 第1次府県統合により、全域が堺県の管轄となる。
- 明治7年（1874年）1月22日 - 大区小区制の堺県での施行により、河内国第1大区となる。
- 明治8年（1875年） - 東大饗村・西大饗村が合併して大饗村となる。（11村）
- 明治13年（1880年）4月15日 - 郡区町村編制法の堺県での施行により、行政区画としての八上郡が発足。古市郡古市村の真蓮寺に「古市郡役所」が設置され、同郡および石川郡・錦部郡・安宿部郡・丹南郡・志紀郡とともに管轄。古市郡役所はまもなく改称して「石川錦部八上古市安宿部丹南志紀郡役所」となる。
- 明治14年（1881年）2月7日 - 大阪府の管轄となる。
- 明治16年（1883年） - 郡役所が石川郡富田林村の興正寺別院に移転。
- 明治22年（1889年）4月1日 - 町村制の施行により、下記の各村が発足。（3村）
  - 金岡村 ← 金田村、長曽根村（現・堺市北区）
  - 南八下村 ← 野尻村（現・堺市東区）、菩提村、大饗村、小寺村、石原村（現・堺市美原区、東区）
  - 北八下村 ← 中村、野遠村、南花田村（現・堺市北区）、河合村（現・松原市）
- 明治29年（1896年）4月1日 - 郡制の施行のため、志紀郡三木本村を除く「石川錦部八上古市安宿部丹南志紀郡役所」が管轄する各郡の区域をもって南河内郡が発足。同日八上郡廃止。

## 行政
古市郡長→堺県石川・錦部・八上・古市・安宿部・丹南・志紀郡長
| 代 | 氏名     | 就任年月日                | 退任年月日               | 備考         |
| -- | -------- | ------------------------- | ------------------------ | ------------ |
| 1  | 稲垣謙蔵 | 明治13年（1880年）4月16日 | 明治14年（1881年）2月6日 | 大阪府に移管 |

大阪府石川・錦部・八上・古市・安宿部・丹南・志紀郡長
| 代   | 氏名     | 就任年月日                | 退任年月日                | 備考                                                                                           |
| ---- | -------- | ------------------------- | ------------------------- | ---------------------------------------------------------------------------------------------- |
| 1    | 稲垣謙蔵 | 明治14年（1881年）2月7日  | 明治14年（1881年）4月14日 |                                                                                                |
| 2    | 増田濶   | 明治14年（1881年）4月14日 | 明治19年（1886年）5月3日  |                                                                                                |
| 3    | 弘道輔   | 明治19年（1886年）5月3日  | 明治25年（1892年）6月2日  |                                                                                                |
| 4    | 山口昌寿 | 明治25年（1892年）6月2日  | 明治26年（1893年）5月31日 |                                                                                                |
| 5    | 島田祐信 | 明治26年（1893年）5月31日 | 明治28年（1895年）5月11日 |                                                                                                |
| 代理 | 岡村亨   | 明治28年（1895年）5月11日 | 明治28年（1895年）7月10日 |                                                                                                |
| 6    | 深瀬和直 | 明治28年（1895年）7月10日 | 明治29年（1896年）3月31日 | 石川郡・錦部郡・古市郡・安宿部郡・丹南郡および三本木村を除く志紀郡全域との合併により八上郡廃止 |